# Кандиду, Мария Фернанда
Мария Фернанда Кандиду (англ. Maria Fernanda Cândido; род. 21 мая 1974, Лондрина, Бразилия) — бразильская актриса и модель.

## Биография
В 12 лет переехала в Сан-Паулу с родителями. В 14 лет стала профессиональной моделью. В 15 лет снялась в различных обложках. Пять лет будущей актрисы прошли между фотосессиями и школьными учебниками. Больше чем модель года, она путешествовала из одной страны в другую. В 1997 году она наконец-то она дебютирует в бразильской новелле «Intornado». В 1998 году принимает специальное участие в «Чёрном жемчуге», но успех к ней пришёл в 1999 году. А в 2000 году становится самой красивой женщиной в программе «Fantastico». Она играет в роль итальянки в романах «Земля любви» и «Земля любви, земля надежды».
- В 2003 году она снялась в фильме «Dom» после чего получила премию «Kekito» в номинации Лучшая актриса[2].
- В 2004 году она получает ведущую роль в романе «Как волна», где она играет в Лавинию.
- В 2005 году она выходит замуж за бизнесмена Петрито Спэхиро, и родила ему сына Томаса.
- В 2007 году она снялась в фильме «Тропический рай»
- В 2008 году её выбирают лицом новой компании «Orient Watches»[3].
- В 2008 году родила второго сына Николаса.
- В 2010 году она снялась в мини-сериале «Далва и Эриверто».
- В 2012 году исполнила ведущую роль в эпизоде «A Persiguida de Guritiba».

## Фильмография
| Год       |    | Русское название                      | Оригинальное название                       | Роль                                                 |
| --------- | -- | ------------------------------------- | ------------------------------------------- | ---------------------------------------------------- |
| 1998      | с  | Голубые горы                          | Serras Azuis                                | Мегали / Magali                                      |
| 1998      | с  | Чёрная жемчужина                      | Pérola Negra                                |                                                      |
| 1999—2000 | с  | Земля любви                           | Terra Nostra                                | Паола / Paola                                        |
| 2000      | с  | Бразильская акварель                  | Aquarela do Brasil                          | Иса Гальвао / Isa Galvão                             |
| 2001—2003 | с  | Нормальные                            | Os Normais                                  | Фабиана / Fabiana                                    |
| 2002—2003 | с  | Земля любви, земля надежды            | Esperança                                   | Нина / Nina                                          |
| 2003      | ф  | Подарок                               | Dom                                         | Ана / Ana                                            |
| 2004      | с  | Одно лишь сердце                      | Um Só Coração                               | Ана Шмидт / Ana Schmidt                              |
| 2004—2005 | с  | Как одна вода                         | Como uma Onda                               | Лавиния / Lavínia                                    |
| 2005      | ф  | Серебро                               | Sal de Prata                                | Кэти / Cátia                                         |
| 2007      | с  | Тропический рай                       | Paraíso Tropical                            | Фабиана / Fabiana                                    |
| 2008      | с  | Капиту                                | Capitu                                      | Капиту / Capitu                                      |
| 2010      | тф | Принцесса и бродяга                   | A Princesa e o Vagabundo                    | Раинья Валентина / Rainha Valentina                  |
| 2010      | с  | Далва и Эривелту                      | Dalva e Herivelto                           | Лурдес Торелли / Lurdes Torelly                      |
| 2010      | с  | S.O.S. Чрезвычайное положение         | S.O.S. Emergência                           | Мелисса Кутнер / Melissa Kutner                      |
| 2010      | ф  |                                       | Aparecida - O Milagre                       | Беатрис / Beatriz                                    |
| 2010      | ф  |                                       | A Fronteira de Sangue                       |                                                      |
| 2016      | ф  | Мой индийский друг                    | Meu Amigo Hindu                             | Ливия Монтейро Буэно / Livia Monteiro Bueno          |
| 2019      | ф  | Предатель                             | Il traditore                                | Мария Кристина / Maria Cristina de Almeida Guimarães |
| 2022      | ф  | Фантастические твари: Тайны Дамблдора | Fantastic Beasts: The Secrets of Dumbledore | Висенсия Сантос / Vicência Santos                    |
| 2025      | ф  | Секретный агент                       | O Agente Secreto                            | Эльза / Elza                                         |